# Helmut Flume
Helmut Flume (* 30. Oktober 1905 in Lünen; † 25. Juni 1999 in Bad Reichenhall) war ein deutscher Altphilologe.

## Leben
Nach dem Abitur am Dortmunder Gymnasium studierte Flume ab Mitte 1924 Deutsch, Griechisch und Latein an den Universitäten Tübingen, München und Bonn. Er wurde im Sommersemester 1926 Mitglied im Bonner Kreis.  Seine Referendarzeit absolvierte er am Dortmunder Gymnasium von 1929 bis 1931 und blieb dort von 1931 bis 1934 als Studienassessor. 1934 ging er als Studienrat nach Peine und wechselte 1935 an das Gymnasium nach Braunschweig, wo er bis 1940 blieb. Flume war bis Juni 1933 Kampfringführer der Deutschnationalen Volkspartei. Nach Bericht des Völkischen Beobachters vom 10. Juni 1933 bekennt er sich zum Nationalsozialismus. Lt. Liste der Teilnehmer der Harzburger Front ist er Teilnehmer der Harzburg Front im Oktober 1931. Die "Niedersächsische Tageszeitung", Hannover, berichtete am 16. Juni 1933: "Die bisherigen Bundesführer des Deutschnationalen Kampfringes, Studienassessor Flume-Dortmund und Dr. Gisevius-Düsseldorf, erlassen folgenden Aufruf: "Kameraden! Um dem Vaterlande zu dienen, haben wir uns ehrlichen Herzens der Führung Adolf Hitlers unterstellt. Wir bitten die Kampfringkameraden, die seit Jahren mit uns für die nationale Erhebung gekämpft haben, sich unserem Schritt, der aus tiefster Liebe zum Volk und Reich erwachsen ist, sofort anzuschließen. In vertrauensvoller Aussprache hat uns Ministerpräsident Göring die feste Zusicherung gegeben, dass die im nationalen Freiheitskampf schon vor dem 30. Januar erprobten Kameraden offene und ehrliche Aufnahme in den Reihen Adolf Hitlers finden. Darum fort mit allem Misstrauen! Hinein in die Bewegung der Zukunft." 1940 wurde Flume als Leiter der Deutschen Akademie nach Volos in Griechenland berufen. Mit seiner Familie erlebte er 1941 den Einmarsch der deutschen Truppen. Flume blieb bis 1943, aber als die Lebensumstände immer schlechter wurden und die Schüler der Deutschen Akademie zu den Partisanen wechselten, wurde er an die Deutsche Akademie nach Bukarest versetzt. Dort erlebte er die Kapitulation Rumäniens und kam im August 1944 in sowjetische Gefangenschaft. Seine Frau und die beiden Kinder konnten mit den abziehenden deutschen Truppen fliehen.
Nach seiner Rückkehr nach Deutschland promovierte er 1949 an der Philosophischen Fakultät der Universität Bonn über das Thema Die Einheit der künstlerischen Persönlichkeit Lucans mit „magna cum laude“ und war bis 1956 im nordrhein-westfälischen Schuldienst tätig. 1956 wurde er als Schulleiter der Deutschen Schule Athen verpflichtet und war am Aufbau der Schule beteiligt. Nach seiner Athener Zeit wirkte er bis 1968 am Schulkollegium in Düsseldorf. Nach Übergang in den Ruhestand begann er mit dem Übersetzen neugriechischer Literatur. Die Gesellschaft der literarischen Übersetzer Griechenlands ernannte ihn dafür zu ihrem Ehrenmitglied.

## Veröffentlichungen (Auswahl)
- Die Einheit der künstlerischen Persönlichkeit Lucas, Dissertation, Universität Bonn, 1950
- Ēlias Benezēs: Frieden in attischer Bucht, Wegener, Hamburg, 1963, Übersetzung von Helmut Flume
- M. Karagatsis: Die große Chimäre, Blanvalet, Berlin, 1968, Übersetzung von Helmut Flume
- Tassos Athanassiadis, Der Thronsaal, Walter, Olten und Freiburg, 1981, Übersetzung von Helmut Flume
- Alexandros Papadiamantis, Traum am Meer, Zeitschrift Atlantis, Heft 4, 1958, Zürich, Übersetzung von Helmut Flume
- Gerasimos Grigoris, Die Wölfe streunen, Zeitschrift Hellenica, Heft 3, April 1965, Übersetzung von Helmut Flume
- St. G. Spanakis, Vom Markus-Löwen zum Türkenhalbmond, Merian, Kreta Heft 4/31
- Epidaurus 59, die alten Dramen im Geiste des neuen Griechenlands, Die Welt, 1959
- Ein kostbarer Goethe-Schatz in Griechenland, Goethes „Iphigenie“ in neugriechischer Nachdichtung, 1993
- Das literarische Schaffen Neugriechenlands – Vortrag im Bremer Rundfunk, 1960er Jahre